# Diplusodon longipes
Diplusodon longipes är en fackelblomsväxtart som beskrevs av Emil Bernhard Koehne. Diplusodon longipes ingår i släktet Diplusodon och familjen fackelblomsväxter. Inga underarter finns listade i Catalogue of Life.